# 충주조정지댐
충주조정지댐(忠州調整池dam)은 남한강 충주다목적댐의 급작스러운 방류로 인한 수위 변화를 조정하는 보조댐이다.

## 시설 현황
- 조정지용량 : 30×106m3
- 발전시설용량 : 6,000kW×2 Units
- 여수로수문 : 7.7m(H)×15m(W)×20 Sets

본댐 하류 약 19km 지점에 건설된 조정지댐은 첨두 발전으로 발생되는 방류량 변화를 24시간 계속 균일하게 류하시킴으로써 하류지역의 용수공급을 원활하게 하며, 6,000kW의 수차발전기 2대로 연간 7,950만kWh의 전력을 생산한다.